# Uruguay Píriz
Uruguay Píriz (* im 20. Jahrhundert) ist ein ehemaliger uruguayischer Fußballspieler.

## Karriere

### Verein
Feldspieler Píriz stand mindestens seit 1974 beim Club Atlético Peñarol unter Vertrag und gehörte dort von 1975 bis 1976 zum Kader der in der Primera División antretenden Mannschaft. 1975 gewann er mit den „Aurinegros“ die Uruguayische Meisterschaft. 1976 wurde er im Rahmen der Copa Libertadores von Trainer Juan Alberto Schiaffino im März und April jenes Jahres sechsmal (kein Tor) in der Gruppenphase der Ersten Runde eingesetzt.

### Nationalmannschaft
Píriz gehörte der uruguayischen U-20-Nationalmannschaft an, die 1974 an der Junioren-Südamerikameisterschaft in Chile teilnahm. Das Team wurde Vize-Südamerikameister. Im Verlaufe des Turniers wurde er von Trainer Carlos Silva Cabrera fünfmal eingesetzt. Ein Tor schoss er nicht. 1975 war er Teil des uruguayischen Aufgebots bei den Panamerikanischen Spielen. Uruguay schied in der Vorrunde aus. Píriz lief im Turnier mindestens in der 1:1-Unentschieden endenden Partie gegen Kuba am 13. Oktober 1975 auf.

### Erfolge
- Uruguayischer Meister: 1975
- Vize-Junioren-Südamerikameister: 1974